# Persea caerulea
Persea caerulea es una especie  arbórea de la familia Lauraceae nativa del centro y sur del continente americano. Se distribuye desde Mesoamérica (Costa Rica, Honduras, Nicaragua, Panamá) hasta Sudamérica (Venezuela Bolivia, Colombia, Ecuador, Perú). En Venezuela se encuentra en la cordillera de la costa y la cordillera andina desde los 800 a 2000 m s. n. m. En Colombia recibe el nombre común de aguacatillo.

## Descripción
Árbol caducifolio de crecimiento bastante rápido y sistema radical profundo. Posee una corteza de color claro y bastante aromática. Alcanza unos 20 m de altura con copa redondeada. Hojas simples y alternas. Las flores, de color blanco, surgen en panículas. El fruto es una baya globosa verde-azulada a negruzca, de menos de 1 cm de diámetro, consumida por aves y mamíferos que se encargan de dispersar las semillas. Es polinizado por insectos. Sus raíces son profundas, se recomienda tener cuidado de sembrarlos demasiado cerca de infraestructuras porque podrían ocasionar problemas de rompimiento y levantamiento de losas.

## Usos y aspectos ecológicos
Persea caerulea es una especie de rápido crecimiento. Sus semillas son propagadas por aves y otros animales que buscan sus frutos carnosos de aproximadamente 1 cm de diámetro, de color verde-azulado (de ahí el nombre de su especie: 'cerúleo') y tonalidad negruzca cuando maduran. Al ser una especie típica de zonas húmedas tropicales requiere una cantidad constante de agua pero evitando encharcamientos. Aunque se puede adaptar en ambientes áridos manejando buen riego, su entorno ideal son las zonas montañosas neotropicales. Prefiere suelos que estén bien drenados, con contenido moderado de materia orgánica, y aunque no se le registran requerimientos estrictos de pH es muy probable que como otras especies del género Persea, tolere rangos ligeramente ácidos a neutros (pH de 5.5 a 7.0). Debido a su constante y abundante renovación foliar se recomienda evitar que su copa quede demasiado cerca de desagües y alcantarillas.
Se utiliza como maderable, como protectora de fuentes hídricas y restauradora edáfica. Con su madera se elaboran muebles, contrachapados, cajoneras, artesanías, e incluso embarcaciones. Presenta buenas características como materia prima para pulpa de papel. Es atrayente de fauna en general y empleada en proyectos de reforestación.